# Dámaso Antonio Larrañaga
Dámaso Antonio Larrañaga Pires (Montevideo, 9 de diciembre de 1771 - Montevideo, 16 de febrero de 1848) fue un religioso, arquitecto, estanciero, naturalista y botánico uruguayo, uno de los principales responsables de la fundación de la Biblioteca Nacional de su país, contribuyó además en la creación de la Universidad de la República. Como diplomático tuvo una relevante actuación en el nacimiento del Uruguay como nación. Fue tío materno de Bernardo Prudencio Berro[cita requerida].

## Biografía

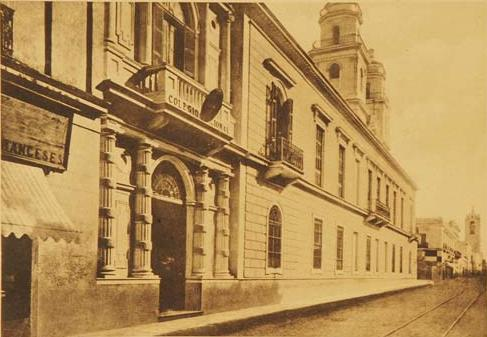
Vista del antiguo Real Colegio de San Carlos.

Hijo de Manuel de Larrañaga, vasco español, integrante del Cabildo en la época virreinal y de Bernardina Pires, natural de Montevideo, hija de Felipe Pires y María Garín (dueños de una estancia entre los arroyos del Sauce y Toledo, y emparentados con la familia Artigas), estudió en Córdoba y Completó sus estudios preparatorios en el Real Colegio de San Carlos, siendo condiscípulo de Gregorio García de Tagle con quien en forma conjunta presentó una tesis que trataba cuestiones de física, química, astronomía —mecánica universal, manchas solares, sistema planetario—, geografía y matemáticas mostrando conocer a Descartes, Newton, Leibiniz, Maupertuis, Boscovich —precursor de la teoría de la relatividad—, Nollet y Franklin. Volviendo a Montevideo en 1799, donde se le hizo capellán de las milicias.
En 1804 fue teniente cura de la Matriz, contribuyendo a la edificación del nuevo templo. En las Invasiones Inglesas marchó con las tropas a la expedición de la reconquista de Buenos Aires y en la toma de Montevideo demostró gran celo en el cuidado de los heridos. Finalizadas las mismas continuó su actuación religiosa, ocupándose también en trabajos científicos y en su biblioteca, actividades que continuó hasta su muerte.
Por sus ideas fue expulsado de Montevideo en 1811, junto con otros curas patriotas, a raíz de la victoria de Artigas en la Batalla de Las Piedras. Ya en Montevideo recogido en la chacra de Berro, en la zona de Manga, fue comisionado por los orientales para asistir como Delegado a la Asamblea Constituyente de 1813 en Buenos Aires, siendo portador de las Instrucciones del año XIII. El Congreso desconoció su representación alegando vicio de forma, pero el verdadero propósito era excluir de la Asamblea a ciudadanos que representaban tendencias muy peligrosas para los planes absorbentes de la mayoría centralista.
Para ganarlo a su causa o retenerlo allí, el Directorio porteño le ofreció el cargo de bibliotecario público, el que aceptó, desempeñándolo hasta 1815, año que regresó a la Provincia Oriental trayendo consigo para aclimatar en el país los primeros árboles de acacia blanca.
Siendo Párroco de la Iglesia Matriz de Montevideo, fue a Paysandú para solucionar las diferencias entre Artigas y el Cabildo de Montevideo. En el trayecto escribió su Diario de viaje de Montevideo a Paysandú. Este texto, el más conocido de Larrañaga, tiene un valor de documento y, a su vez, forma parte del canon literario uruguayo. Además, procuró reunir elementos para sus ensayos sobre lengua chaná. En mayo de 1816 fue nombrado director de la Biblioteca Nacional, de la que él tanto tuvo que ver en su creación junto a Miguel Barreiro.
En el ocaso de la causa artiguista, Larrañaga se unió a la dominación portuguesa, hasta aceptar del humillado Cabildo de Montevideo el triste honor de trasladarse a Río de Janeiro, junto con Jerónimo Pío Bianqui, en misión de agradecimiento al rey Juan VI de Portugal. En 1821 fue diputado al Congreso Cisplatino convocado por Carlos Federico Lecor, en el que se acordó la incorporación definitiva de la Banda Oriental a la monarquía portuguesa.
En esa época se volcó con más firmeza que nunca a todo lo que tocaba al progreso y bienestar social, debiéndosele el establecimiento de la Casa Cuna de niños abandonados en 1818 y la inauguración de la Escuela Lancasteriana en noviembre de 1821, instalada en la misma casa del Fuerte de Gobierno. En 1824 fue confirmado como vicario apostólico equivalente al de obispo diocesano.
No se involucró en la revolución libertadora de 1825, pues su investidura en la Iglesia lo obligaba a ser respetuoso y fiel a los brasileños, que entonces mandaban.

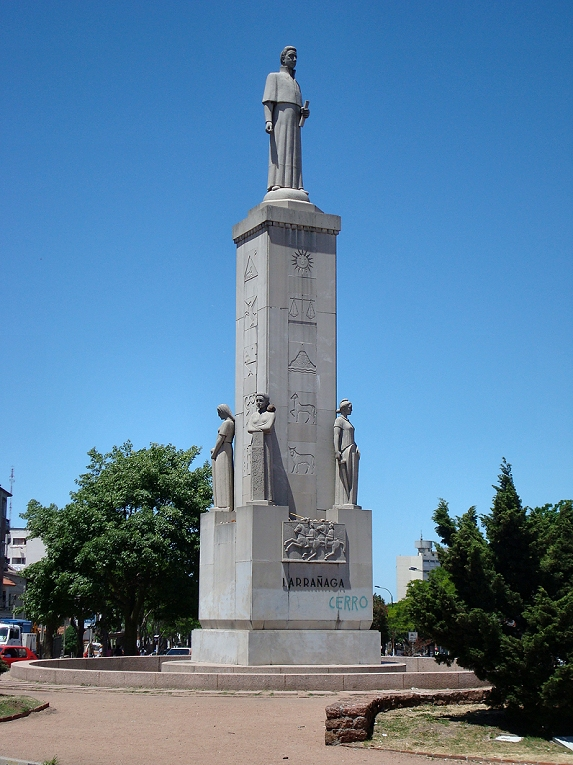
Monumento a Larrañaga en Montevideo.

Constituida la República en 1830, fue elegido Senador por el departamento de Montevideo hasta 1835. Presentó, entre otros, un proyecto de ley restringiendo a casos especiales la pena de muerte, y uno en favor de los esclavos por el cual se facilitaba su emancipación. Concluido su período senatorial se dedica a las funciones eclesiásticas y a sus estudios, hasta 1840 en que su visión y su salud habían decrecido mucho.
Retirado en su quinta en los alrededores de la capital, lo vino a encontrar la Guerra Grande creándose el Gobierno de la Defensa con la presidencia de Joaquín Suárez y el Gobierno del Cerrito dirigido por el general Manuel Oribe con similar cargo que el anterior. Larrañaga como vicario apostólico, acatado por todos y por encima de la discordia, supo conciliar el ejercicio de su cargo eclesiástico con la dualidad de estas dos autoridades civiles.
Cuando falleció de un ataque cerebral se le rindieron honores póstumos en el campo del Cerrito, al ser enterrado en la capilla de la Sacra Familia, mientras el Gobierno de la Defensa ordenaba la celebración en el recinto de Montevideo de los oficios fúnebres que correspondían a su dignidad decretándole honores de general de la República.
En su calidad de máxima autoridad eclesiástica de Uruguay, había sido designado por Manuel Oribe para desempeñar el primer rectorado de la Universidad de la República, pero debido a que se inauguró un año después de su muerte, en 1849, el cargo le fue otorgado a Lorenzo Antonio Fernández, quien lo sucediera como vicario apostólico.
En 1922 el Instituto Histórico y Geográfico del Uruguay publicó sus investigaciones.

## Familiares
Su sobrina Clara Errazquin Larrañaga se casó con el inmigrante británico John Jackson. El matrimonio tuvo tres hijos: 
- el empresario y filántropo Juan Dámaso Jackson, de quien Larrañaga fue el padrino.
- Elena Jackson Errazquin, casada con el médico, estanciero y político Alejandro Gallinal, con una numerosa descendencia.
- Clara Jackson Errazquin, casada con el inmigrante alemán Carlos Gustavo Óscar Heber Wichelhausen (Francfort, 1822-Montevideo, 1871), de este matrimonio desciende la familia Heber, importantes políticos nacionalistas. Un colegio de Montevideo lleva el nombre de Clara Jackson de Heber.

Su sobrina Benita Gumersinda Berro Larrañaga se casó con Jacobo Dionisio Varela Sanxines. El matrimonio tuvo dos hijos:
- Jacobo Varela (1841-1900), senador y ministro.
- José Pedro Varela (1845-1879), reformador de la enseñanza uruguaya.

## Obra

### Algunas publicaciones
- Escritos de Don Dámaso Antonio Larrañaga. Montevideo : Instituto Histórico y Geográfico del Uruguay, 1922-1924, 3 v.
  - Tomo 1. (Diario de historia natural [1817])
- Escritos de Don Dámaso Antonio Larrañaga. Atlas. Parte 1. Botánica. 1927
- Escritos de don Dámaso Antonio Larrañaga. Atlas: Parte 2. Zoología, paleontología y mapas,
- Compendio del idioma chaná Buenos Aires : Arandu, 1944
- Viaje de Montevideo a Paysandú Montevideo : Biblioteca de Marcha, [1973] y Montevideo: Ediciones de la Banda Oriental,
- Apuntes históricos sobre el descubrimiento y población de la Banda Oriental del Río de la Plata y las ciudades de Montevideo, Maldonado, Colonia, etc ..., Montevideo,
- Diario de historia natural, 1808-1814 Montevideo : Ministerio de Educación y Cultura, 2015.
- Centenario de la Biblioteca pública de Montevideo, 1816. 26 de mayo de 1916. Discurso que en el acto de la inauguración Montevideo, Talleres gráficos del estado,
- Fábulas americanas: en consonancia con los usos, costumbres e historia natural del país. Montevideo : Imprenta de Dornaleche Hermanos,

## Homenajes
- Desde 2003 su efigie figura en el billete de 2000 pesos uruguayos, la denominación de mayor valor actualmente en vigencia.
- Una avenida de Montevideo lleva su nombre.
- El Museo Zoológico Dámaso Antonio Larrañaga fue bautizado en su nombre.
- La Universidad Católica del Uruguay lleva su nombre.
- Una calle del barrio Nueva Córdoba de la ciudad argentina de Córdoba lleva su nombre.
- También una calle de Buenos Aires del Barrio de Flores lleva su nombre

### Epónimos en especies
- (Apiaceae) Eryngium larranagai M.Hiroe[6]

- (Poaceae) Paspalum larranagai Arechav.[7]

Como botánico identificó y nombró 650 nuevas especies, muchas de las cuales son gramíneas (Poaceae).
- La abreviatura «Larrañaga» se emplea para indicar a Dámaso Antonio Larrañaga como autoridad en la descripción y clasificación científica de los vegetales.[9]